# Пётр Хрисолог
Пётр Хрисолог (ок. 380, Имола, Болонья, Италия — 31 июля 450, там же) — христианский богослов, учитель церкви. Включен в число святых Православной и Католической церкви, память совершается 30 июля.
О жизни Петра Хрисолога известно только несколько фактов. Принял христианство в зрелом возрасте, в 433 году был назначен епископом в Равенне, затем стал митрополитом. Его проповеди обращены к горожанам процветающего торгового города. Петра считают доверенным лицом папы римского Льва I. Похоронен в соборе Имолы.
Уже с IX века Пётр получил прозвище Chrysologus (Хрисолог, «Златословец») сходно с богословом Иоанном Златоустом. В 1729 году папой римским Бенедиктом XIII был назван учителем церкви.

## Сочинения
- Поучительные слова. ч.1. 1794
- Поучительные слова. ч.2. 1794